# FSV Frankfurt
El FSV Frankfurt (en alemán: Fußballsportverein Frankfurt 1899 e.V.) es un equipo de fútbol alemán de Fráncfort, Hesse. Fue fundado en 1899, el club juega a la sombra de su más famoso vecino el Eintracht Frankfurt. El FSV Frankfurt tuvo un importante equipo de fútbol femenino que fue disuelto en 2006. En la temporada 2007-08 ascendió a la 2 Bundesliga. No obstante, descendió en la temporada 2015-16 a la 3. Liga y en la suguiente a la Regionalliga Südwest.

## Uniforme
- Uniforme titular: Camiseta a rayas verticales azules y negras, pantalón y medias negras.
- Uniforme alternativo: Camiseta, pantalón y medias blancas.

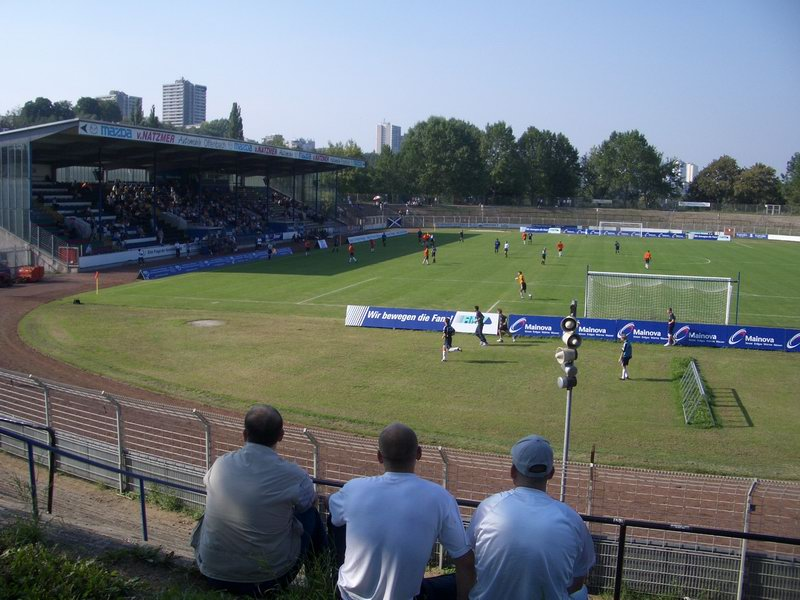
Frankfurter Volksbank Stadion.

## Estadio
El equipo jugaba como local en el Frankfurter Volksbank Stadion (anteriormente llamado Stadion am Bornheimer Hang), en Fráncfort, con capacidad para 10.300 espectadores. A raíz del ascenso a la 2. Bundesliga, el FSV Fráncfort jugará durante la temporada 2008/2009 como local en el Commerzbank-Arena, compartiéndolo con el Eintracht Fráncfort.

## Jugadores

### Plantilla 2015/16
Actualizado el 8 de octubre de 2015